# Terphothrix puntuada
Terphothrix puntuada är en fjärilsart som beskrevs av Paul Dognin 1894. Terphothrix puntuada ingår i släktet Terphothrix och familjen tofsspinnare. Inga underarter finns listade i Catalogue of Life.